# Don't You Worry Child
"Don't You Worry Child" là một bài hát của bộ ba nhà sản xuất người Thụy Điển Swedish House Mafia hợp tác với nghệ sĩ thu âm người Thụy Điển John Martin nằm trong album phòng thu thứ hai của nhóm, Until Now (2012). Nó được phát hành vào ngày 14 tháng 9 năm 2012 như là đĩa đơn thứ sáu và cũng là cuối cùng trích từ album bởi Astralwerks, Virgin Records và Polydor Records. Bài hát đánh dấu sự hợp tác thứ hai giữa Swedish House Mafia và Martin, sau đĩa đơn thứ ba trích từ Until Now "Save the World", mặc dù anh không được ghi nhận như là nghệ sĩ góp giọng trong đĩa đơn. "Don't You Worry Child" được đồng viết lời bởi tất cả những thành viên của nhóm (Axwell, Steve Angello, Sebastian Ingrosso) với Martin và Michel Zitron, người cũng tham gia đồng viết lời cho "Save the World", trong khi phần sản xuất được đảm nhiệm bởi Swedish House Mafia. Đây là một bản progressive house mang nội dung đề cập đến lời khuyên của một người cha về việc vượt qua những khó khăn nếu có niềm tin.
Sau khi phát hành, "Don't You Worry Child" nhận được những phản ứng tích cực từ các nhà phê bình âm nhạc, trong đó họ đánh giá cao giai điệu hấp dẫn, chất giọng của Martin cũng như quá trình sản xuất nó. Ngoài ra, bài hát còn gặt hái nhiều giải thưởng và đề cử tại những lễ trao giải lớn, bao gồm đề cử tại giải thưởng âm nhạc Billboard năm 2013 cho Top Bài hát Dance/Electronic và một đề cử giải Grammy cho Thu âm nhạc dance xuất sắc nhất tại lễ trao giải thường niên lần thứ 55. "Don't You Worry Child" cũng tiếp nhận những thành công vượt trội về mặt thương mại, đứng đầu các bảng xếp hạng ở Úc, Thụy Điển và Vương quốc Anh, đồng thời lọt vào top 10 ở hầu hết những quốc gia nó xuất hiện, bao gồm vươn đến top 5 ở những thị trường lớn như Áo, Đan Mạch, Phần Lan, Ireland, Hà Lan, New Zealand và Na Uy. Tại Hoa Kỳ, nó đạt vị trí thứ sáu trên bảng xếp hạng Billboard Hot 100, trở thành đĩa đơn đầu tiên của hai nghệ sĩ vươn đến top 10 tại đây.
Video ca nhạc cho "Don't You Worry Child" được đạo diễn bởi Christian Larson, trong đó ghi lại màn trình diễn của nhóm ở Vương quốc Anh vào ngày 14 tháng 7 năm 2012 tại National Bowl ở Milton Keynes, nơi bài hát được ra mắt lần đầu tiên trước khán giả. Để quảng bá cho "Don't You Worry Child", Swedish House Mafia đã trình diễn nó trong nhiều lễ hội âm nhạc lớn, bao gồm Lễ hội âm nhạc iHeartRadio năm 2012, Tomorrowland năm 2012 và Lễ hội Âm nhạc Ultra năm 2013, cũng như trong nhiều chuyến lưu diễn của họ. Kể từ khi phát hành, bài hát đã được hát lại và sử dụng làm nhạc mẫu bởi nhiều nghệ sĩ, như Rick Astley, Pentatonix, Olly Murs, Conor Maynard, Sam Tsui, Lawson và Madilyn Bailey, cũng như xuất hiện trong bộ phim tài liệu năm 2014 về hành trình đi đến thành công của nhóm Leave The World Behind. Tính đến nay, nó đã bán được hơn 6 triệu bản trên toàn cầu, trở thành một trong những đĩa đơn bán chạy nhất mọi thời đại.

## Danh sách bài hát
Tải kĩ thuật số - EP
1. "Don't You Worry Child" (radio chỉnh sửa) - 3:32
2. "Don't You Worry Child" (phối mở rộng) - 6:43
3. "Don't You Worry Child" (bản acoustic) - 4:17
4. "Save the World" (Zedd phối lại) - 6:21

Đĩa CD 
1. "Don't You Worry Child" (radio chỉnh sửa) - 3:32
2. "Don't You Worry Child" (phối mở rộng) - 6:43
3. "Don't You Worry Child" (bản acoustic) - 4:17
4. "Don't You Worry Child" (Joris Voorn phối lại) - 4:17
5. "Don't You Worry Child" (Promise Land phối lại) - 6:43
6. "Don't You Worry Child" (Tom Staar & Kryder phối lại) - 3:32

## Xếp hạng
| Bảng xếp hạng (2012-14)                       | Vị trí cao nhất |
| --------------------------------------------- | --------------- |
| Úc (ARIA)                                     | 1               |
| Áo (Ö3 Austria Top 40)                        | 5               |
| Bỉ (Ultratop 50 Flanders)                     | 4               |
| Bỉ (Ultratop 50 Wallonia)                     | 10              |
| Brazil (Billboard Brasil Hot 100)             | 23              |
| Brazil Hot Pop Songs                          | 3               |
| Canada (Canadian Hot 100)                     | 9               |
| Cộng hòa Séc (Rádio Top 100)                  | 8               |
| Đan Mạch (Tracklisten)                        | 2               |
| Phần Lan (Suomen virallinen lista)            | 4               |
| Pháp (SNEP)                                   | 37              |
| Đức (Official German Charts)                  | 9               |
| Hy Lạp Nhạc số (Billboard)                    | 6               |
| Hungary (Rádiós Top 40)                       | 6               |
| Hungary (Single Top 40)                       | 10              |
| Hungary (Dance Top 40)                        | 4               |
| Ireland (IRMA)                                | 2               |
| Ý (FIMI)                                      | 8               |
| Luxembourg Nhạc số (Billboard)                | 7               |
| Mexico (Monitor Latino)                       | 3               |
| Hà Lan (Dutch Top 40)                         | 5               |
| Hà Lan (Single Top 100)                       | 5               |
| New Zealand (Recorded Music NZ)               | 2               |
| Na Uy (VG-lista)                              | 2               |
| Bồ Đào Nha Nhạc số (Billboard)                | 4               |
| Scotland (OCC)                                | 1               |
| Slovakia (Rádio Top 100)                      | 2               |
| Slovenia (SloTop50)                           | 20              |
| Tây Ban Nha (PROMUSICAE)                      | 11              |
| Thụy Điển (Sverigetopplistan)                 | 1               |
| Thụy Sĩ (Schweizer Hitparade)                 | 7               |
| Anh Quốc (OCC)                                | 1               |
| Hoa Kỳ Billboard Hot 100                      | 6               |
| Hoa Kỳ Adult Pop Airplay (Billboard)          | 14              |
| Hoa Kỳ Dance/Mix Show Airplay (Billboard)     | 1               |
| Hoa Kỳ Dance Club Songs (Billboard)           | 1               |
| Hoa Kỳ Hot Dance/Electronic Songs (Billboard) | 2               |
| Hoa Kỳ Hot Latin Songs (Billboard)            | 9               |
| Hoa Kỳ Latin Pop Songs (Billboard)            | 8               |
| Hoa Kỳ Pop Airplay (Billboard)                | 2               |
| Hoa Kỳ Rhythmic (Billboard)                   | 8               |
| Venezuela Pop Rock General (Record Report)    | 1               |

| Bảng xếp hạng (2012)                      | Vị trí |
| ----------------------------------------- | ------ |
| Australia (ARIA)                          | 10     |
| Australia Dance (ARIA)                    | 1      |
| Austria (Ö3 Austria Top 40)               | 73     |
| Belgium (Ultratop 50 Flanders)            | 42     |
| Denmark (Tracklisten)                     | 44     |
| Germany (Official German Charts)          | 94     |
| Hungary (Rádiós Top 40)                   | 48     |
| Hungary (Dance Top 40)                    | 50     |
| Israel (Media Forest)                     | 2      |
| Italy (FIMI)                              | 20     |
| Netherlands (Dutch Top 40)                | 43     |
| Netherlands (Single Top 100)              | 50     |
| New Zealand (Recorded Music NZ)           | 22     |
| Spain (PROMUSICAE)                        | 30     |
| Sweden (Sverigetopplistan)                | 6      |
| Switzerland (Schweizer Hitparade)         | 70     |
| UK Singles (Official Charts Company)      | 13     |
| US Dance/Mix Show Airplay (Billboard)     | 32     |
| US Hot Dance Club Songs (Billboard)       | 24     |
| Bảng xếp hạng (2013)                      | Vị trí |
| Australia (ARIA)                          | 65     |
| Australia Dance (ARIA)                    | 13     |
| Austria (Ö3 Austria Top 75)               | 69     |
| Belgium (Ultratop 50 Flanders)            | 83     |
| Belgium (Ultratop 50 Wallonia)            | 93     |
| Brazil (Billboard Brasil Hot 100)         | 6      |
| Canada (Canadian Hot 100)                 | 23     |
| Germany (Official German Charts)          | 51     |
| Hungary (Rádiós Top 40)                   | 24     |
| Hungary (Dance Top 40)                    | 12     |
| Israel (Media Forest)                     | 68     |
| Italy (FIMI)                              | 62     |
| Moldova (Media Forest)                    | 47     |
| Netherlands (Dutch Top 40)                | 130    |
| New Zealand (Recorded Music NZ)           | 37     |
| Slovenia (SloTop50)                       | 34     |
| Spain (PROMUSICAE)                        | 47     |
| Sweden (Sverigetopplistan)                | 18     |
| Switzerland (Schweizer Hitparade)         | 33     |
| UK Singles (Official Charts Company)      | 58     |
| US Billboard Hot 100                      | 26     |
| US Hot Dance/Electronic Songs (Billboard) | 10     |
| US Dance/Mix Show Airplay (Billboard)     | 3      |
| US Latin Pop Songs (Billboard)            | 32     |
| US Pop Songs (Billboard)                  | 8      |
| US Rhythmic (Billboard)                   | 36     |
| Bảng xếp hạng (2014)                      | Vị trí |
| Hungary (Dance Top 40)                    | 91     |

| Bảng xếp hạng                        | Vị trí |
| ------------------------------------ | ------ |
| UK Singles (Official Charts Company) | 128    |

## Chứng nhận
| Quốc gia | Chứng nhận  | Số đơn vị/doanh số chứng nhận |
| --- | ----------- | ----------------------------- |
| Úc (ARIA) | 7× Bạch kim | 490.000^                      |
| Áo (IFPI Áo) | Vàng        | 15.000*                       |
| Bỉ (BEA) | Vàng        | 15.000*                       |
| Canada (Music Canada) | 3× Bạch kim | 240.000*                      |
| Đan Mạch (IFPI Đan Mạch) | Vàng        | 15.000^                       |
| Phần Lan (Musiikkituottajat) | Vàng        | 5,322                         |
| Đức (BVMI) | 3× Vàng     | 750.000‡                      |
| Ý (FIMI) | 2× Bạch kim | 60.000*                       |
| México (AMPROFON) | 2× Bạch kim | 120.000*                      |
| Hà Lan (NVPI) | Vàng        | 10.000^                       |
| New Zealand (RMNZ) | 2× Bạch kim | 30.000*                       |
| Thụy Điển (GLF) | 9× Bạch kim | 180.000‡                      |
| Thụy Sĩ (IFPI) | Bạch kim    | 30.000^                       |
| Anh Quốc (BPI) | 2× Bạch kim | 1,346,145                     |
| Hoa Kỳ (RIAA) | 3× Bạch kim | 3.000.000‡                    |
| Streaming |             |                               |
| Đan Mạch (IFPI Đan Mạch) | 3× Bạch kim | 5.400.000^                    |
| * Chứng nhận dựa theo doanh số tiêu thụ. ^ Chứng nhận dựa theo doanh số nhập hàng. ‡ Chứng nhận dựa theo doanh số tiêu thụ và phát trực tuyến. |             |                               |

## Lịch sử phát hành
| Khu vực        | Ngày                | Định dạng       | Hãng đĩa           |
| -------------- | ------------------- | --------------- | ------------------ |
| Toàn cầu       | 14 tháng 9 năm 2012 | Tải kĩ thuật số | Virgin EMI Polydor |
| Vương quốc Anh | 8 tháng 10 năm 2012 | Tải kĩ thuật số | Virgin EMI Polydor |